# Котороаја (Мехединци)
Котороаја (рум. Cotoroaia) насеље је у Румунији у округу Мехединци у општини Волојак. Oпштина се налази на надморској висини од 239 m.

## Становништво
Према подацима из 2002. године у насељу је живело 495 становника, од којих су сви румунске националности.